# ريكاردو كيبوم
ريكاردو كيبوم (بالهولندية: Ricardo Kieboom)‏ (20 سبتمبر 1991 بريدركيرك في هولندا - ) هو لاعب كرة قدم هولندي في مركز حراسة المرمى. لعب مع أدو دين هاغ وسبارتا روتردام.

## روابط خارجية
- ريكاردو كيبوم على موقع قاعدة بيانات كرة القدم.إي يو (الإنجليزية)
- ريكاردو كيبوم على موقع Soccerway.com (الإنجليزية)